# Giovanni Domenico Cassini
Giovanni Domenico Cassini, poznat i kao fran. Jean-Dominique Cassini (Perinaldo, 8. lipnja 1625. – Pariz, 14. rujna 1712.), francuski astronom, matematičar, inženjer i astrolog talijanskog podrijetla. Bio je profesor na Bolonjskom sveučilištu i ravnatelj Pariške zvjezdarnice (1671. – 1712.). Mjerenjem paralakse Marsa promatranoga s dvaju udaljenih položaja na Zemlji (1672.) odredio veličine Sunčeva sustava. Poboljšao tablice gibanja Jupiterovih satelita (onodobno korištenih za mjerenje vremena i određivanje zemljopisnih dužina), izradio kartu Mjeseca, otkrio pukotinu u Saturnovu prstenu (Cassinijeva pukotina) i otkrio četiri Saturnova satelita: Japeta (1671.), Reju (1672.), Dionu i Tetiju (1684). Uočio zodijačku svjetlost, diferencijalno gibanje Jupiterove atmosfere, istraživao Mjesečevo gibanje (Cassinijev zakon) i Zemljin oblik. U matematici su po njem nazvani krivulja (Cassinijev oval) i identitet (Cassinijev identitet za Fibonaccijeve brojeve).

## Astronomija i astrologija
Od 1648. do 1669. Cassini je bio astronom u Panzano zvjezdarnici (Republika Genova). Radio je kao profesor astronomije na Bolonjskom sveučilištu, a 1671. je postao upraviteljem Pariške zvjezdarnice. U potpunosti je prihvatio novu zemlju toliko da je postao poznat pod izmijenjenim imenom Jean-Dominique Cassini. Cassiniju se zajedno s Hookeom pripisuje otkriće Velike crvene pjege na Jupiteru (~1665.). Cassini je otkrio četiri Saturnova mjeseca i tamnu liniju duž cijelog Saturnova prstena, nazvanu Cassinijeva pukotina (1675.). Oko 1690. prvi je promatrao diferencijalnu rotaciju unutar Jupiterove atmosfere.
1672. godine poslao je svojega kolegu Jeana Richera u Cayenne u Francuskoj Gvajani dok je on sam ostao u Parizu. Obojica su napravila istovremena promatranja Marsa te su tako pronašli njegovu paralaksu kako bi odredili njegovu udaljenost. Time su po prvi put izmjerene stvarne veličine Sunčeva sustava. Cassini je bio prvi koji je napravio uspješna mjerenja zemljopisne dužine koristivši metodu koju je predložio Galileo, koristivši pomrčine Jupiterovih satelita kao sat.
Privučen nebom u mladosti, njegovo prvo zanimanje bilo je više za astrologiju nego za astronomiju. Kasnije se u životu usredotočio gotovo isključivo samo na astronomiju napuštajući odbačenu astrologiju, te postajući sve više upleten u znanstvenu revoluciju i ultraracionalno mišljenje njegova vremena. Dok je bio mlad čitao je o astrologiji, a uskoro je postao jako upućen u nju. Dosta začuđujuće, ali upravo je njegovo široko znanje o astrologiji omogućilo njegovo prvo imenovanje za astronoma.
1644. godine markiz Cornelio Malvasia koji je bio bolonjski senator s velikim zanimanjem za astrologiju, pozvao je Cassinija u Bolognu i ponudio mu mjesto u Panzano zvjezdarnici koju je gradio u to vrijeme. Većina njihova vremena potrošena je na računanje novih, boljih i pouzdanijih efemerida u astrološke svrhe koristivši brzo napredujuće astronomske metode i oruđa toga vremena.
1669. godine Cassini je otišao u Francusku gdje je uz potporu Luja XIV pomogao osnovati Parišku zvjezdarnicu koju je otvorio 1671. Ostao je njenim upraviteljem do smrti 1712. U Francuskoj je Cassini radio na dvoru 41 godinu kao astronom i astrolog Luja XIV. ("Kralj Sunce"), obavljajući očekivanu dvostruku ulogu još uvijek usredotočivši više vremena na astronomiju nego na astrologiju koju je učio toliko mnogo u svojoj mladosti.

## Inženjerstvo
Papa Klement IX. zaposlio je Cassinija što se tiče utvrđenja, gospodarenja i navodnjavanja rijeke Po. Oko 1670. počeo je raditi na prvoj topografskoj karti Francuske, koristeći se postupkom triangulacije, a taj posao su kasnije nastavili njegov sin i unuk.

## Nazvano po Cassiniju
- Cassinijev identitet
- Cassinijev oval
- Cassini-Huygens, misija prema Saturnu
- Cassinijeva pukotina u Saturnovim prstenovima
- Cassini Regio, tamno područje na Japetu
- krater Cassini na Marsu
- krater Cassini na Mjesec

## Vanjske poveznice
|  | Zajednički poslužitelj ima stranicu o temi Giovanni Domenico Cassini |